# Upon This Dawning
Upon This Dawning ist eine Metalcore-Band aus Brescia.

## Geschichte
Die Gruppe wurde 2007 in der italienischen Stadt Brescia gegründet. Ihre Debüt-EP erschien bereits im Gründungsjahr und trägt den Namen Count the Seconds Before Your Last Breath über das italienische Label Slakeless Heart Records. Dort Veröffentlichte die Gruppe im August 2009 auch ihr Debütalbum, dass On Your Glory We Build Our Empire heißt. Durch ihren raschen Erfolg und eine stetig wachsende Fangemeinde – nicht nur aufgrund von Konzerten mit Bands wie Asking Alexandria, Underoath, Motionless in White, Blessthefall, Pierce the Veil, More Than a Thousand, Adam Kills Eve, Dance Gavin Dance und In Fear and Faith – wurde das amerikanische Marketingunternehmen The Artery Foundation (u. a. Chelsea Grin, Whitechapel, Woe, Is Me, Impending Doom, Breathe Carolina) aufmerksam und nahm diese auch unter Vertrag.
Die Gruppe tourte bereits mehrfach durch Italien (29. Januar 2011 bis 28. Mai 2011: UPTHD Italian Tour, 7. März 2009 bis 30. Mai 2009: Sober Society Tour) und spielte auf weiteren Konzerten mit The Electric Diorama, Romantic Emily, Hopes Die Last, One Morning Left, From Dying Skies, Ms. White, Shadows Chasing Ghosts und While She Sleeps. Mit Adam Kills Eve spielte die Gruppe ihr erstes Konzert außerhalb Italiens. Dieses fand in der schweizerischen Stadt Bellinzona statt. Zwischenzeitlich tourte die Gruppe in Deutschland. In München war die Band mit His Statue Falls zu sehen.
Das zweite Album der Gruppe sollte im Herbst 2012 erscheinen. Inzwischen unterschrieb die Band einen Vertrag mit Fearless Records. Es heißt To Keep Us Safe und erschien am 23. Oktober 2012 weltweit. Als Gastmusiker ist Chris Motionless von Motionless in White im Stück A New Beginning zu hören. Die Gruppe tourte seit ihrem Singning mit Fearless Records vermehrt durch die Vereinigten Staaten und waren Vorgruppe für For the Fallen Dreams, Alesana, The Color Morale und Chunk! No, Captain Chunk!. 2013 musste Sänger Gianluca Molinari die Gruppe verlassen. Er wurde durch Danielle Nelli ersetzt, welcher inzwischen bei Tasters ausgestiegen ist.
Zwischen dem 22. November 2013 und 11. Dezember 2013 tourt die Gruppe gemeinsam mit Shoot the Girl First als Vorband für The Browning aus Texas durch Europa. Auftritte fanden im Vereinigten Königreich, in den Niederlanden und der Schweiz, Italien, Deutschland, Belgien, Österreich und Ungarn statt. Am 11. Februar 2014 kam heraus, das Upon This Dawning nicht mehr bei Fearless Records unter Vertrag stehen und stattdessen bei Artery Recordings unterschrieben haben. Auch kündigte die Band ihr zweites Studioalbum an, dass We Are All Sinners heißt und am 29. April 2014 erscheinen soll.

## Diskografie

### EPs
- 2007: Count the Seconds Before Your Last Breath (Slakeless Heart Records)

### Alben
- 2009: On Your Glory We Build Our Empire (Slakeless Heart Records)
- 2012: To Keep Us Safe (Fearless Records)
- 2014: We Are All Sinners (Artery Records)

### Musikvideos
- Of Human Action (Regisseur: Enrico Tomei. Das Video wurde in den Studios von Velocity Records, Rise Records vom MsWhite-Musiker Andrea Fusini gemastert)
- A New Beginning
- Embrace the Evil (Direktor: Jeremy Tremp, Produzent: Shan Dan)